# Франсији Селанси
Франсији Селанси (фр. Francilly-Selency) насеље је и општина у североисточној Француској у региону Пикардија, у департману Ен (Пикардија) која припада префектури Сен Кентен.
По подацима из 2011. године у општини је живело 457 становника, а густина насељености је износила 84,16 становника/km². Општина се простире на површини од 5,43 km². Налази се на средњој надморској висини од 117 метара (максималној 128 m, а минималној 86 m).

## Демографија
| 1962. | 1968. | 1975. | 1982. | 1990. | 1999. | 2011. |
| ----- | ----- | ----- | ----- | ----- | ----- | ----- |
| 223   | 229   | 343   | 426   | 419   | 435   | 457   |

График промене броја становника у току последњих година